# Tipula mediodentata
Tipula mediodentata är en tvåvingeart som beskrevs av Alexander 1944. Tipula mediodentata ingår i släktet Tipula och familjen storharkrankar.
Artens utbredningsområde är Peru. Inga underarter finns listade i Catalogue of Life.